# 만니치촌
만니치촌(満日村)은 니가타현 나카칸바라군에 있던 촌이다. 1925년 11월 1일 합병으로 소멸되어 현재는 니가타시 아키하구의 일부가 되었다. 
아래의 설명은 합병 직전 당시의 구 만니치촌에 대한 설명이며, 현재는 명칭 등이 다를 수 있다. 또한 여기에 기술되지 않은 내용에 대해서는 니가타시 등의 기사를 참조. 

## 역사
- 1889년 4월 1일 - 정촌제 시행에 의해 나카칸바라군 만니치촌이 성립하였다.
- 1925년 11월 1일 - 니쓰정에 편입해 소멸하였다.

## 참고문헌
- 『市町村名変遷辞典』東京堂出版、1990年。
- 角川日本地名大辞典 編纂委員会『角川日本地名大辞典 15 新潟県』(株)角川書店、1989年10月8日。ISBN 4-04-001150-3。